# Camptocladius
Camptocladius är ett släkte av tvåvingar som beskrevs av Frederik Maurits van der Wulp 1874.
Camptocladius ingår i familjen fjädermyggor.

## Dottertaxa tillCamptocladius, i alfabetisk ordning[1][2]
- Camptocladius albifolium
- Camptocladius angorensis
- Camptocladius anomalus
- Camptocladius areuatus
- Camptocladius atomus
- Camptocladius bathophila
- Camptocladius binodulosus
- Camptocladius bipilus
- Camptocladius brachytomus
- Camptocladius dampfi
- Camptocladius dentatipalpis
- Camptocladius despectus
- Camptocladius devius
- Camptocladius dichromus
- Camptocladius ditomus
- Camptocladius dubiosus
- Camptocladius filipalpis
- Camptocladius flavibasis
- Camptocladius flaviventris
- Camptocladius flavus
- Camptocladius formosanus
- Camptocladius fulvipluma
- Camptocladius fulviscutellatus
- Camptocladius fulvonotatus
- Camptocladius fuscifolum
- Camptocladius gelidus
- Camptocladius glacialis
- Camptocladius gracilipes
- Camptocladius halocrypta
- Camptocladius heterocerus
- Camptocladius lacroixi
- Camptocladius lanceolatus
- Camptocladius ligitiosus
- Camptocladius longistylus
- Camptocladius maritimus
- Camptocladius microtomus
- Camptocladius monticola
- Camptocladius novaesemliae
- Camptocladius orientalis
- Camptocladius pallidipes
- Camptocladius palmensis
- Camptocladius paluster
- Camptocladius pentasema
- Camptocladius petiolatus
- Camptocladius punctaticollis
- Camptocladius punctatus
- Camptocladius punctipennis
- Camptocladius puripennis
- Camptocladius rectinervis
- Camptocladius semivirdis
- Camptocladius sphagnophilus
- Camptocladius squamosus
- Camptocladius stercorarius
- Camptocladius sublaminatus
- Camptocladius tetrasema
- Camptocladius thalassobius
- Camptocladius trifoliata
- Camptocladius trilineatus
- Camptocladius triseta
- Camptocladius tritoma
- Camptocladius verticillatus
- Camptocladius vilis
- Camptocladius villosipes